# Samsung Exynos

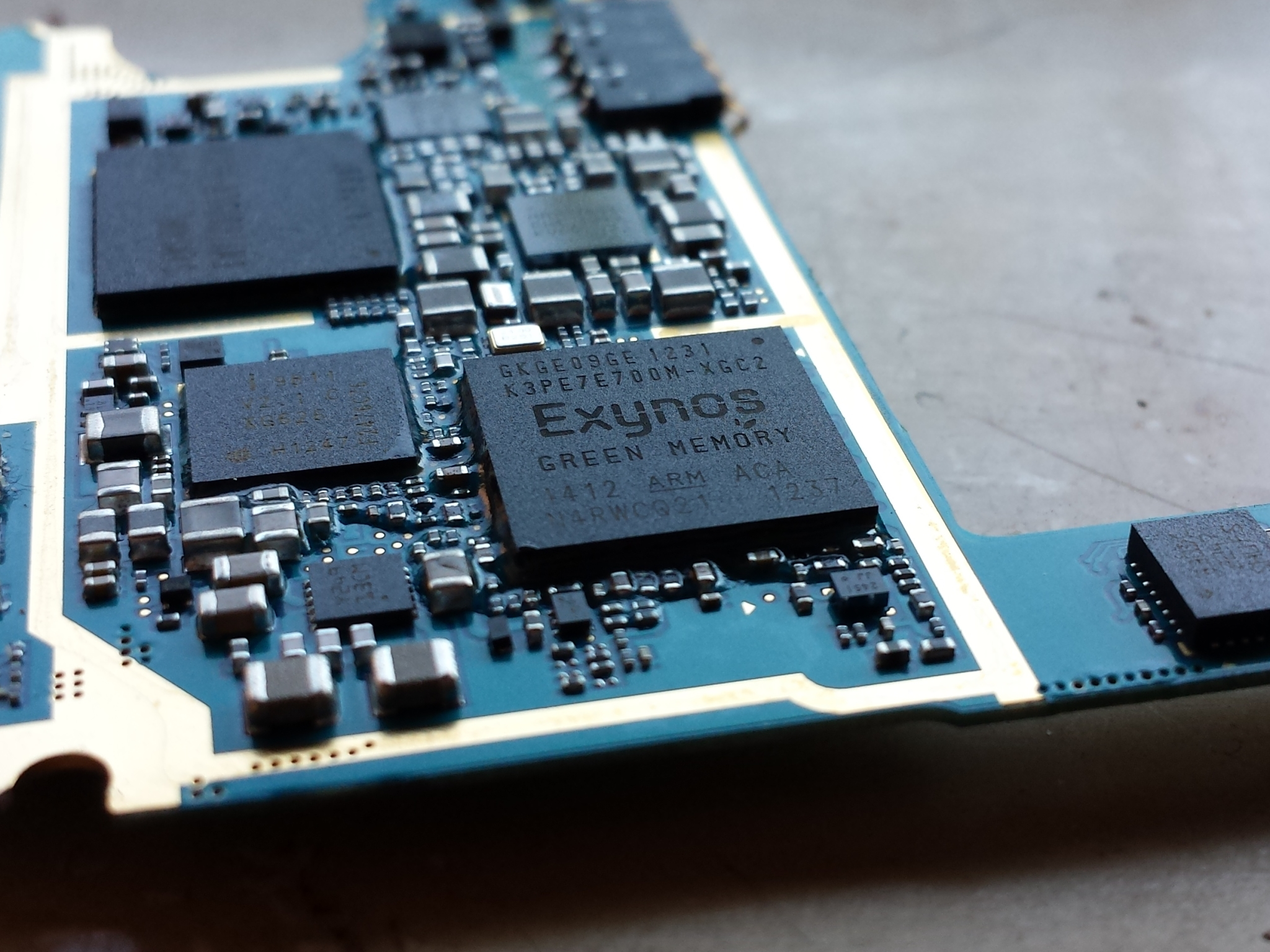
Exynos 4 Quad (4412), a Samsung Galaxy S III telefon áramköri lapján

Az Exynos a Samsung Electronics által fejlesztett és gyártott ARM-alapú egylapkás rendszerek (SoC) sorozata, a Samsung korábbi S3C, S5L és S5P SoC-termékvonalának folytatása. 2015 közepén a legújabb rendszercsipek 14 nanométeres technológiával készülnek, a 32 és 64 bites processzormagok maximális órajele 2,1 GHz, és 8 magos változataik is megjelentek.

## Történet
2010-ben a Samsung kibocsátotta az S5PC110 (jelenleg Exynos 3 Single) csipet, ami a Samsung Galaxy S mobiltelefonban jelent meg. Ebben egy licencelt ARM Cortex-A8 CPU szerepel.
2011 elején a Samsung kibocsátotta az Exynos 4210 egylapkás rendszert (SoC) Samsung Galaxy S II mobil okostelefonjában. A Exynos 4210 meghajtóprogramok kódját elérhetővé tették a Linux kernelben és ennek támogatása 2011 novemberében megjelent a kernel 3.2 verziójában.
2011. szeptember 29-én a Samsung bemutatta az Exynos 4212 csipet a 4210-es utódjaként; ezt a magasabb órajelfrekvencia jellemzi és a cég állítása szerint 50 százalékkal magasabb 3D grafikai teljesítmény az előző processzorgenerációhoz képest. A csip 32 nm-es High-K Metal Gate (HKMG) kis fogyasztású folyamattal készül, amelytől 30 százalékos fogyasztáscsökkenést vártak az előző generációs folyamattal gyártott csipekhez képest.
2011. november 30-án a Samsung bejelentette az eleinte „Exynos 5250”-nak nevezett hamarosan megjelenő, immár kétmagos ARM Cortex-A15 CPU-val szerelt egylapkás rendszerét, amit később átneveztek, és újonnan az „Exynos 5 Dual” jelölést kapta. Ez az egylapkás rendszer 12,8 GB/s sávszélességű memóriainterfészt tartalmaz, támogatja az USB 3.0 és SATA 3 szabványokat, képes 1080p full HD videó dekódolására 60 fps-en WQXGA (2560 × 1600 pixeles) felbontásban, és támogatja az 1080p HDMI megjelenítést is.
2012. április 26-án a Samsung megjelentette az „Exynos 4 Quad” típust, ami a Samsung Galaxy S III és Samsung Galaxy Note II készülékeket működteti. Az Exynos 4 Quad egylapkás rendszer fogyasztása a cég szerint 20%-ot javult a Samsung Galaxy SII-be épített csiphez képest. A Samsung néhány egylapkás rendszerének a nevét is megváltoztatta ekkor, pl. az Exynos 3110 az Exynos 3 Single, az Exynos 4210 és 4212 pedig az Exynos 4 Dual 45 nm és Exynos 4 Dual 32 nm elnevezést kapta, az Exynos 5250 neve pedig Exynos 5 Dual lett.

## Az Exynos egylapkás rendszerek listája
| Egylapkás rendszer (SoC)                                     | Egylapkás rendszer (SoC) | CPU             | CPU                                       | CPU   | CPU          | GPU                                                                            | GPU teljesítmény GFLOPS | memória-technológia                                                                  | kibocsátás | alkalmazó eszközök |
| Modellszám                                                   | technológia              | utasításkészlet | mikroarchitektúra                         | magok | órajel (GHz) | GPU                                                                            | GPU teljesítmény GFLOPS | memória-technológia                                                                  | kibocsátás | alkalmazó eszközök |
| ------------------------------------------------------------ | ------------------------ | --------------- | ----------------------------------------- | ----- | ------------ | ------------------------------------------------------------------------------ | ----------------------- | ------------------------------------------------------------------------------------ | ---------- | --- |
| Exynos 3 Single (korábban S5PC110, Hummingbird, Exynos 3110) | 45 nm                    | ARMv7           | Cortex-A8                                 | 1     | 1,0–1,2      | PowerVR SGX540 @ 200 MHz                                                       | 3,2                     | 32 bites kétcsatornás 200 MHz LPDDR, LPDDR2, vagy DDR2                               | 2010       | 1 GHz-en: Samsung Galaxy S vonal, Samsung Wave S8500, Samsung Wave II S8530, Samsung Galaxy Tab, Samsung Droid Charge, Samsung Exhibit 4G, Google Nexus S, Meizu M9, Samsung Stratosphere 1,2 GHz-en: Samsung Infuse 4G |
| Exynos 2 Dual Exynos 3250                                    | 28 nm HKMG               | ARMv7           | Cortex-A7                                 | 2     | 1,0          | Mali-400 MP2 @ 400 MHz                                                         | 7,2                     | ?                                                                                    | ?          | Samsung Gear 2 |
| Exynos 3 Quad (Exynos 3470)                                  | 28 nm                    | ARMv7           | Cortex-A7                                 | 4     | 1,4          | Mali-400MP4 @ 450 MHz                                                          | ?                       | 32 bites kétcsatornás LPDDR3                                                         | 2014       | Samsung Galaxy S5 Mini, Samsung Galaxy Light |
| Exynos 3 Quad Exynos 3475                                    | 28 nm HKMG               | ARMv7           | Cortex-A7                                 | 4     | 1,3          | Mali-T720 @ 533 MHz                                                            | ?                       | ?                                                                                    | ?          | Samsung Galaxy J2, Samsung Galaxy Folder, Samsung Galaxy Grand On (SM-G550) |
| Exynos 4 Dual 45 nm (Exynos 4210)                            | 45 nm                    | ARMv7           | Cortex-A9                                 | 2     | 1,2–1,4      | Mali-400MP4 @ 266 MHz                                                          | 10.64                   | LPDDR2, DDR2 vagy DDR3 (6,4 GB/s)                                                    | 2011       | 1,2 GHz-en: Samsung Galaxy S II, Samsung Galaxy Tab 7.0 Plus 1,4 GHz-en: Samsung Galaxy Note, Samsung Galaxy Tab 7.7, Hardkernel ODROID-A, Meizu MX 2-Core (első 2 magos modell), Cotton Candy, FXI Tech, ORIGEN 4 Dual |
| Exynos 4 Dual 32 nm (Exynos 4212)                            | 32 nm HKMG               | ARMv7           | Cortex-A9                                 | 2     | 1,5          | Mali-400MP4 (négymagos) @ 400 MHz                                              | 16                      | LPDDR2, LPDDR3 vagy DDR3 (6,4 GB/s)                                                  | 2011       | Meizu MX 2-Core (új 2 magos modell), Samsung Galaxy Tab 3 8.0, Samsung Galaxy S4 zoom |
| Exynos 4 Quad (Exynos 4412)                                  | 32 nm HKMG               | ARMv7           | Cortex-A9                                 | 4     | 1.4          | ARM Mali-400MP4 (négymagos) @ 440 MHz                                          | 17,6                    | 32 bites kétcsatornás 400 MHz LPDDR, LPDDR2, DDR2 vagy DDR3 (6,4 GB/s)               | 2012       | Samsung Galaxy Note 10.1, Samsung Galaxy Camera, Lenovo K860, Newman N2, Ramos W30HD, Meizu MX 4-Core, Hardkernel ODROID-X, ODROID-U, ODROID-Q, ORIGEN 4 Quad, Hyundai T7 Tablet, Samsung Galaxy Pop, Samsung Galaxy Light, Lenovo P700i |
| Exynos 4 Quad (Exynos 4412 Prime)                            | 32 nm HKMG               | ARMv7           | Cortex-A9                                 | 4     | 1,6          | ARM Mali-400MP4 (négymagos) @ 533 MHz                                          | 21,32                   | 32 bites kétcsatornás 400 MHz LPDDR, LPDDR2, DDR2 vagy DDR3 (6,4 GB/s)               | 2012       | Samsung Galaxy S III, Samsung Galaxy Note II, Meizu MX2, Samsung Galaxy Note 8.0, Samsung Galaxy NX, iberry Auxus CoreX4 3G, AndroidAgent Hardkernel ODROID-U2, ODROID-X2, ODROID-U3, ODROID-Q2, Samsung Galaxy Camera 2 |
| Exynos 5 Dual (Exynos 5250)                                  | 32 nm HKMG               | ARMv7           | Cortex-A15                                | 2     | 1,7          | ARM Mali-T604MP4 @ 533 MHz                                                     | 68                      | 32 bites kétcsatornás 800 MHz LPDDR3/DDR3 (12,8 GB/s) vagy 533 MHz LPDDR2 (8,5 GB/s) | 2012 Q3    | Samsung Chromebook XE303C12, Google Nexus 10, Arndale Board, Huins ACHRO 5250 Exynos, Freelander PD800 HD, Voyo A15, HP Chromebook 11, Samsung Homesync |
| Exynos 5 Octa (Exynos 5410)                                  | 28 nm HKMG               | ARMv7           | Cortex-A15+ Cortex-A7 big.LITTLE          | 4+4   | 1,6 1,2      | IT PowerVR SGX544MP3 @ 480 MHz (532 MHz néhány teljes képernyős alkalmazásban) | 49                      | 32 bites kétcsatornás 800 MHz LPDDR3 (12,8 GB/s)                                     | 2013 Q2    | Samsung Galaxy S4 I9500, Hardkernel ODROID-XU, Meizu MX3, ZTE Grand S II TD, iBerry CoreX8 3G |
| Exynos 5 Octa (Exynos 5420)                                  | 28 nm HKMG               | ARMv7           | Cortex-A15+ Cortex-A7 (big.LITTLE + GTS)  | 4+4   | 1,9 1,3      | ARM Mali-T628 MP6 @ 533 MHz                                                    | 109                     | 32 bites kétcsatornás 933 MHz LPDDR3e (14,9 GB/s)                                    | 2013 Q3    | Samsung Chromebook 2 11.6”, Samsung Galaxy Note 3, Samsung Galaxy Note 10.1 (2014 Edition), Samsung Galaxy Note Pro 12.2, Samsung Galaxy Tab Pro (12.2 & 10.1), Samsung Galaxy Tab S 8.4, Samsung Galaxy Tab S 10.5, Arndale Octa Board |
| Exynos 5 Octa (Exynos 5422)                                  | 28 nm HKMG               | ARMv7           | Cortex-A15+ Cortex-A7 (big.LITTLE + GTS)  | 4+4   | 1,9 1,3      | ARM Mali-T628 MP6 @ 533 MHz                                                    | 109                     | 32 bites kétcsatornás 933 MHz LPDDR3/DDR3 (14,9 GB/s)                                | 2014 Q2    | Samsung Galaxy S5 (SM-G900H), Odroid XU3/XU3-Lite/XU4, Rexnos Rex-Red |
| Exynos 5 Octa (Exynos 5410)                                  | 28 nm HKMG               | ARMv7           | Cortex-A15+ Cortex-A7 (big.LITTLE + GTS)  | 4+4   | 2,0 1,3      | ARM Mali-T628 MP6 @ 533 MHz                                                    | ?                       | 32 bites kétcsatornás 933 MHz LPDDR3/DDR3 (14,9 GB/s)                                | 2014 Q2    | Samsung Chromebook 2 13,3” |
| Exynos 5 Hexa (Exynos 5260)                                  | 28 nm HKMG               | ARMv7           | Cortex-A15+ Cortex-A7 (big.LITTLE + GTS)  | 2+4   | 1,7 1,3      | ARM Mali-T624 MP2 @ 600 MHz                                                    | ?                       | 32 bites kétcsatornás 800 MHz LPDDR3 (12,8 GB/s)                                     | 2014 Q2    | Ramos S97, Samsung Galaxy Note 3 Neo, Samsung Galaxy K zoom, Rexnos Rex-Red |
| Exynos 5 Octa (Exynos 5430)                                  | 20 nm HKMG               | ARMv7           | Cortex-A15+ Cortex-A7 (big.LITTLE + GTS)  | 4+4   | 1,8 1,3      | ARM Mali-T628 MP6 @ 600 MHz                                                    | 122                     | 32 bites kétcsatornás 1066 MHz LPDDR3e/DDR3 (17,0 GB/s)                              | 2014 Q3    | Samsung Galaxy Alpha (SM-G850F), Meizu MX4 Pro, Samsung Galaxy A7, Samsung Galaxy A8 |
| Exynos 7 Octa (Exynos 5433)                                  | 20 nm HKMG               | ARMv8-A         | Cortex-A57+ Cortex-A53 (big.LITTLE + GTS) | 4+4   | 1,9 1,3      | Mali-T760 MP6 @ 700 MHz                                                        | 206 (FP16)              | 32 bites kétcsatornás 825 MHz LPDDR3 (13,2 GB/s)                                     | 2014 Q4    | Samsung Galaxy Note 4 (SM-N910C, SM-N910H, SM-N910U, SM-N910S, SM-N910K, SM-N910L, SM-N916S, SM-N916K, SM-N916L), Samsung Galaxy Note Edge (South Korea verzió), Samsung Galaxy Tab S2 |
| Exynos 7 Octa 7420                                           | 14 nm LPE                | ARMv8-A         | Cortex-A57+ Cortex-A53 (big.LITTLE + GTS) | 4+4   | 2,1 1,5      | Mali-T760 MP8 @ 772 MHz                                                        | 302                     | 32 bites kétcsatornás 1552 MHz LPDDR4 (24,88 GB/s)                                   | 2015 Q2    | Samsung Galaxy S6, Samsung Galaxy S6 Edge, Samsung Galaxy S6 Active, Samsung Galaxy S6 Edge+, Samsung Galaxy Note 5 |
| Exynos 7 Octa 7580 (Exynos 7580)                             | 28 nm HKMG               | ARMv8-A         | Cortex-A53                                | 8     | 1,6          | Mali-T720 MP2 @ 600 MHz                                                        | ?                       | 32 bites kétcsatornás 933 MHz LPDDR3 (14,9 GB/s)                                     | 2015       | Samsung Galaxy J7, Samsung Galaxy S5 Neo |
| Exynos 7 Quad (prototípus)                                   | 14 nm LPE                | ARMv8-A         | ?                                         | ?     | 1,5 1,3      | Mali-T760 MP2 @ 700 MHz                                                        | ?                       | 32 bites kétcsatornás ? MHz LPDDR3 (? GB/s)                                          | 2015 (?)   | ? |
| Exynos 8 Octa 8890 (Exynos 8890)                             | 14 nm LPP                | ARMv8-A         | Exynos M1 "Mongoose"+ Cortex-A53 (GTS)    | 4+4   | 2,6 1,6      | Mali-T880 MP12 @ 650 MHz                                                       | 265.2                   | 64 bites kétcsatornás 1794 MHz LPDDR4                                                | 2016 Q1    | Samsung Galaxy S7 (SM-G930F, SM-G930FD, SM-G930S, SM-G930K, SM-G930L) Samsung Galaxy S7 Edge (SM-G935S, SM-G935K, SM-G935L), Galaxy Note 7 - Samsung Galaxy S7 (SM-G930F, SM-G930FD, SM-G930S, SM-G930K, SM-G930L) Samsung Galaxy S7 Edge (SM-G935S, SM-G935K, SM-G935L), Galaxy Note 7 - Samsung Galaxy S7 (SM-G930F, SM-G930FD, SM-G930S, SM-G930K, SM-G930L) Samsung Galaxy S7 Edge (SM-G935S, SM-G935K, SM-G935L), Galaxy Note 7 |

## Hasonló platformok
- Allwinner A sorozat
- Intel Atom
- Apple egylapkás rendszerek
- HiSilicon K3, HiSilicon
- Freescale i.MX
- AMD Jaguar és Puma
- MT, MediaTek
- ST-Ericsson NovaThor
- Texas Instruments OMAP
- RK, Rockchip Electronics
- Qualcomm Snapdragon
- Nvidia Tegra

## Fordítás
Ez a szócikk részben vagy egészben  az   Exynos című angol Wikipédia-szócikk ezen változatának fordításán alapul.  Az eredeti cikk szerkesztőit annak laptörténete sorolja fel. Ez a jelzés csupán a megfogalmazás eredetét és a szerzői jogokat jelzi, nem szolgál a cikkben szereplő információk forrásmegjelöléseként.